# Hertog van Lancaster

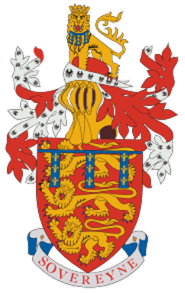
Het wapenschild van het paltsgraafschap Lancaster.

Hertog van Lancaster (Engels: Duke of Lancaster) is een Engelse dynastieke titel; hij werd gedragen door Jan van Gent en verviel in 1399  aan de Engelse kroon, toen zijn zoon Hendrik IV koning van Engeland werd.
Het was een paltsgraafschap dat vrijwel onafhankelijk was. Sommige Britse vorsten en staatsrechtgeleerden menen dat de hertogstitel verbonden is aan de kroon. Koningin Elizabeth zou dus hertogin van Lancaster zijn. Andere bronnen bestrijden dit omdat de koningin enerzijds niet van Jan van Gent afstamt en anderzijds als koningin en "Fountain of Honours" (Bron van alle eretitels) zelf geen titels kan dragen. Het hertogdom Lancaster is een apanage, een kroondomein waaruit de vorst een vast inkomen ontvangt. De rest van het inkomen, het grootste deel, vloeit in de staatskas.
Het inkomen van het hertogdom Lancaster komt, volgens de Britse wet aan de koning toe "Rechtens 's konings hertogdom" (Hers in in Right of Her Duchy). Het hertogdom ontfermt zich over alle intestate erfenissen, erfenissen waarover niet in een testament is beschikt (de zogeheten "Bona Vacantia") in het koninkrijk. Het hertogdom Lancaster wordt geadministreerd door de kanselier van het Hertogdom Lancaster, die ook een minister in het Britse kabinet is.